# Mont Kgale
Le mont Kgale est une montagne du Botswana dominant la capitale, Gaborone.

## Toponymie
Le mont Kgale est surnommé localement « The Sleeping Giant » (« le géant endormi »).

## Géographie
Le mont Kgale culmine à 1 287 mètres d'altitude. Il est situé au sud-est de Gaborone, qu'il domine de seulement 300 mètres en moyenne.

## Faune et flore
Le mont est notamment fréquenté par de nombreux babouins,.

## Tourisme
Étant peu élevé et facile d'accès (trois chemins d'accès et environ deux heures de marche), le mont Kgale est prisé des touristes qui en font régulièrement l'ascension.